# 1898年鐵路
此條目列出1898年發生有關鐵路運輸的事件。

## 事件

### 2月
- 2月2日：第一代竹仔藔隧道通車。

### 3月
- 3月16日：原初的芬蘭鐵路博物館開幕。
- 3月24日：道明寺線、南大阪線通車。

### 4月
- 4月5日：西成線、櫻島線通車。
- 4月24日：七尾線通車。

### 5月
- 5月20日：伊豆箱根鐵道駿豆線通車。

### 7月
- 7月11日：倫敦及西南鐵路（英语：London and South Western Railway）的滑鐵盧及城市鐵路通車，成為倫敦第二條深層電氣化地鐵[1]。
- 7月16日：北海道官設鐵道上川線通車。
- 7月26日：磐越西線通車。

### 8月
- 8月7日：西九州線通車。
- 8月12日：天鹽線通車。

### 9月
- 9月1日：淞滬鐵路通車。

### 12月
- 12月1日：唐津線通車。
- 12月21日：津山線通車。